# 이민진 (1607년)
이민진(李敏進 1607년~1636년)은 조선 중기의 의병장이다. 자는 자선(子善)이며, 본관은 가평이다.

## 생애

### 전사
1636년 병자호란이 일어나 청군의 군세에 인조가 남한산성으로 파천했다는 소식을 듣고, 분개한 이민진은 연산현감 김홍익과 함께 3,000명의 의병을 조직하여 험천에서 청군과 싸웠다. 험천으로 가기전, 이민진은 검은 행전과 검은 버선을 신고 갔는데 이는 이민진이 싸움터에서 전사함을 암시하였다.
광주 험천에서 충청 감사 정세규의 관군과 합류하여 싸웠다. 그러나 칼이 부러지고 화살이 떨어지면서 청군에게 붙잡히고 만다. 그 상황에서 이민진은 조금의 두려움도 느끼지 않고 큰 소리로 적을 꾸짖다가 죽음을 당하였다. 청군마저도 그의 용기에 감탄하였다고 한다.

### 사후
1637년에 훈련원판관이 증직되었으며, 1833년에 승정원좌승지겸영경연참찬관에 추증되었다. 다음해인 1834년에는 정려를 하사받았다. 논산시 부적면 충곡리에 있는 충곡서원에 김홍익과 함께 배향되어 있다.